# Zeugites
Genre
Synonymes
- Despretzia Kunth[2]
- Krombholzia Rupr. ex E.Fourn.[2]
- Senites Adans.[2]

Zeugites est un genre de plantes monocotylédones de la famille des Poaceae, 
sous-famille des Chloridoideae, originaire d'Amérique latine, qui comprend une dizaine d'espèces acceptées.
Ce sont des plantes herbacées, vivaces, aux tiges décombantes, pouvant atteindre 100 cm de long, et aux inflorescences en panicules ouvertes. Les feuilles ont un limbe lancéolé à ovale, porté par un pseudopétiole relativement long et mince. Ces plantes préfèrent les situations ombragées, et se rencontrent dans les ravins et sur les collines broussailleuses. 

## Liste d'espèces
Selon The Plant List (27 mai 2018) :
- Zeugites americanus Willd.
- Zeugites capillaris (Hitchc.) Swallen
- Zeugites hackelii Swallen
- Zeugites hintonii Hartley
- Zeugites latifolius (E.Fourn.) Hemsl.
- Zeugites munroanus Hemsl.
- Zeugites panamensis Swallen
- Zeugites pittieri Hack.
- Zeugites sagittatus Hartley
- Zeugites smilacifolius Scribn.